# Miguel González Morales
Miguel Ángel González Morales, abogado licenciado en Ciencias Jurídicas y Sociales de la Universidad de Chile y licenciado en Relaciones Internacionales de la Universidad de la República Oriental del Uruguay, es el actual Embajador de Chile en Costa Rica (2011- ). Ha sido Cónsul General de Chile en París (2006-2010), representante Alterno de la Misión de Chile ante la OEA (1999 – 2004), ante la ONU (1991 – 1997) y ante la ALADI (1986 – 1990). Su primer cargo en el exterior fue como Tercer Secretario y Cónsul en Panamá (1985).

## Biografía
Hizo sus estudios de perfeccionamiento y posgrado, incluido el Programa de Magíster en Estudios Internacionales de la Universidad de Chile. Ingresó a la Academia Diplomática en 1980.
Su primer cargo en el exterior fue como Tercer Secretario y Cónsul en Panamá (1985). Ha sido Cónsul General de Chile en París (2006-2010), representante Alterno de la Misión de Chile ante la OEA (1999 – 2004), ante la ONU (1991 – 1997) y ante la ALADI (1986 – 1990).
En el Ministerio de Relaciones Exteriores ocupó el puesto de Subdirector de Derechos Humanos -durante el periodo marzo de 2004 a marzo de 2006- y se ha desempeñado en el Departamento de Inmigración en la Dirección Consular (1997 – 1998), el Departamento GATT de la Dirección Económica (1990 – 1991), en el Departamento de Estudios de la Dirección Consular (1982 – 1984) y en el Departamento de Exhortos y Cartas Rogatorias de la Dirección Jurídica (1981).
Gonzáles se desempeñó -desde abril de 2010 a marzo de 2012- como Director de Derechos Humanos. En el 2011 es nombrado Embajador de Chile en Costa Rica.